# Lind (Villach)
Lind ist ein größerer Ortsteil von Villach in Kärnten, Österreich.
Der Stadtteil breitet sich im Norden der Stadt zwischen der Drau im Osten und Süden und Gritschach im Norden aus. 

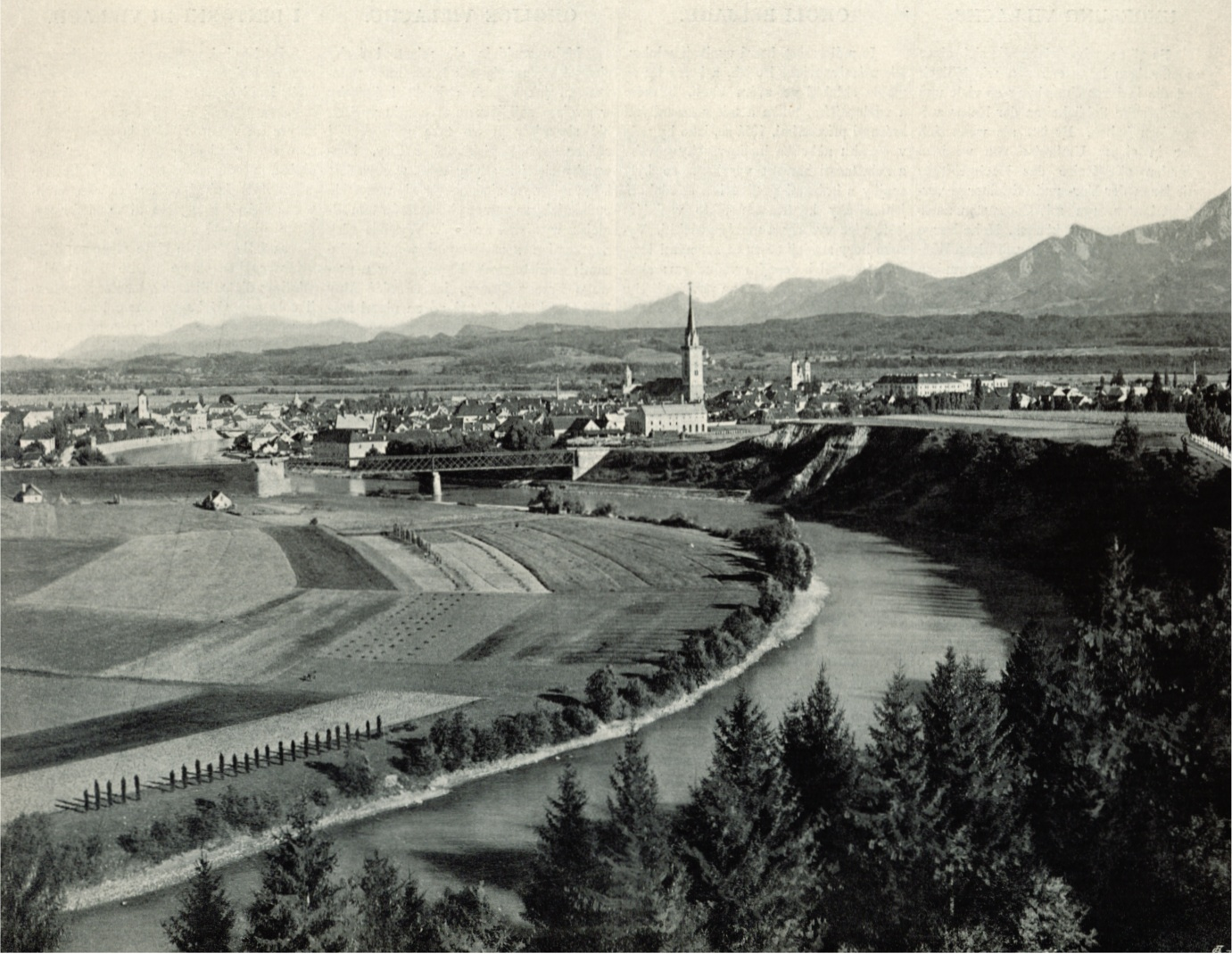
Unteres Lind, noch unverbaut um 1898

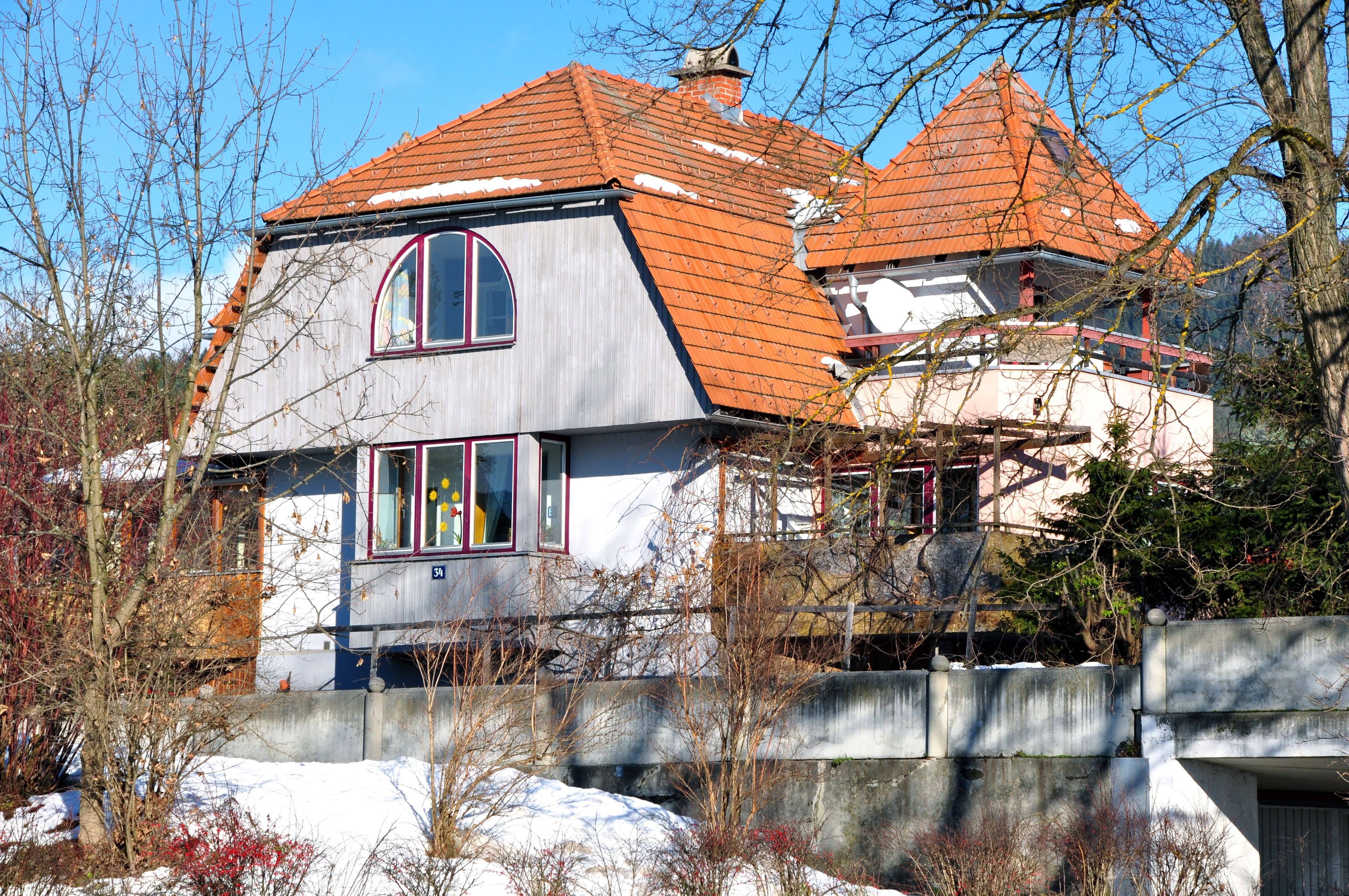
Adalbert Stifter Straße 34

## Allgemeines
Der Ortsname Lind stammt von den Lindenbäumen ab, die es dort im 19. Jahrhundert gab. Lind breitet sich zwischen der Drau im Westen (Fellach), der Innenstadt im Süden, Gritschach im Norden und St. Leonhard im Osten aus. 
Der Ort ist bekannt durch die zahlreichen Villen, die Ende des 19. Jahrhunderts entstanden. Damals ließ sich die reiche Bevölkerungsschicht hier nieder, da Grund und Boden recht günstig waren. Die besondere Lage zum nahen Stadtzentrum löste einen regelrechten Bauboom aus. 
In der Zwischenkriegszeit entstanden erste Einfamilienhäuser. Nach dem Ende des Zweiten Weltkrieges begann ein starker Ausbau von Lind. Bedingt durch die Kriegsschäden wurden, wie in St. Leonhard, auch in Lind Wohnblöcke errichtet, da man für die Bevölkerung schnell Wohnraum schaffen wollte. Ab den 1950er-Jahren entstanden vermehrt Einfamilienhäuser. In wenigen Jahren wurde der gesamte Ortsteil verbaut und bekam dadurch seinen typischen „Vorstadtcharakter“.

## Schulen
In Lind befindet sich ein Schulzentrum: 
- Die Volksschule Lind befindet sich beim Vogelweide-Park und wurde Anfang des 20. Jahrhunderts errichtet. Auch heute hat sie das typische Holzdach mit Giebeln.
- Nördlich der Volksschule befindet sich eine Haupt- und Polytechnische Schule, die aus zwei Gebäudeteilen besteht. Das Gebäude wurde Anfang der 1970er-Jahre erbaut und wurde 2009 generalsaniert.
- Die Handelsakademie (kurz: HAK) befindet sich gegenüber der Volksschule.

### Parks und Erholung
Der Walther von der Vogelweide Park liegt bei der Volksschule. Zur Erholung dient die nahe Drau mit einem Radweg oder auch die Ballspielhalle Lind, die sich bei der Hauptschule befindet und 1990 erbaut wurde.

## Infrastruktur
Durch zu enge Straßen wurden seit 2000 viele Straßen zu Einbahnen. Von Lind aus führen eine Fußgängerbrücke nach Fellach und eine Eisenbahn- und Straßenbrücke zum Stadtzentrum. Hauptstraße ist die Umfahrung Villachs, die quer durch Lind führt.